# Hsu Ching-wen
Hsu Chin-wen (Chinees: 徐竫雯) (Kaohsiung, 19 augustus 1996) is een tennisspeelster uit Taiwan.
Sinds 2016 speelt Hsu voor Taiwan op de Fed Cup. In 2019 had zij acht partijen gespeeld.
In 2019 speelde zij haar eerste grandslampartij met wildcard op het damesdubbelspeltoernooi van het Australian Open.